# Římskokatolická farnost Osice
Římskokatolická farnost Osice je územním společenstvím římských katolíků v rámci královéhradeckého vikariátu královéhradecké diecéze.

## O farnosti

### Historie
Kostel a plebánie v Osicích jsou poprvé písemně doloženy v roce 1350. Místní kostel později sloužil postupně náboženským potřebám utrakvistů a luteránů. Po bitvě na Bílé Hoře zde duchovní správa byla vykonávána řeholníky řádu bratří minoritů z Pardubic a farnost byla postupně rekatolizována. V roce 1701 byl farní kostel přestavěn do barokní podoby. V polovině 18. století byla postavena nová fara.

### 21. století
Farnost byla spravována ex currendo z Dobřenic a z Holohlav. Administrátoři farnosti:
- 23. října 2007–31. července 2009 P. Jan Pazdera, emeritní farář v Dobřenicích (* 2. března 1928 Řepín – † 25. ledna 2011)[3]
- 1. srpna 2009–30. června 2023 P. Mgr. Viliam Vágner
- od 1. července 2023 P. ThLic. Jerzy Stanisław Zięba, MSF

Na faře se nachází Pamětní síň Františka Škroupa, skladatele české národní hymny a osického rodáka. 
| Fotografie | Kostel                         | Místo | Bohoslužba    | Bohoslužba  | Poznámka     |
| ---------- | ------------------------------ | ----- | ------------- | ----------- | ------------ |
|            | Kostel Nanebevzetí Panny Marie | Osice | sobota středa | 17.00 16.00 | farní kostel |